# Musa Mamut
Musa Mamut (ur. 20 lutego 1931 w Bałakławie zm. 28 czerwca 1978 w Symferopolu) – krymskotatarski działacz, z zawodu traktorzysta. 23 czerwca 1978 roku dokonał aktu samospalenia w proteście przeciwko działaniom sowieckich władz ws. Tatarów na Krymie. Uznawany jest za jeden z symboli narodowości Tatarów krymskich oraz walki przeciwko represjonowaniu tychże przez władze sowieckie.

## Życiorys
Musa Mamut przyszedł na świat w krymskotatarskiej, pasterskiej rodzinie jako trzecie dziecko. Miał pięcioro braci i dwie siostry. Podczas przeprowadzanej przez sowietów operacji wysiedlania Tatarów z Krymu w 1944 roku rodzina Musy została deportowana do Uzbekistanu. Po deportacji cała rodzina rozpoczęła pracę w jednym z uzbeckich kołchozów. Wtedy też z niedożywienia zmarło dwóch braci i dwie siostry Musy. 10 stycznia 1956, Musa rozpoczął naukę w Szkole Mechanizacji Rolnictwa. Po ukończeniu szkoły, w 1957 roku, otrzymał uprawnienia do pracy jako operator maszyn rolniczych i zaczął pracę jako traktorzysta. Rok później wziął ślub i wraz z żoną przeniósł się do wilajetu taszkenckiego, gdzie podjął pracę jako mechanik. W 1961 roku, w wieku 66 lat umarł ojciec Musy, 8 lat później zmarła matka.
W kwietniu 1975 Musa powrócił na Krym, kupując dom w małej wsi Besz-Terek pod Symferopolem. Po zajęciu domu zaczął ubiegać się o meldunek oraz o pozwolenie na pracę, jednak bezskutecznie.
Rok później został aresztowany, postawiony przed sądem i skazany na dwa lata łagru za niedopełnienie obowiązku meldunkowego oraz przebywanie na terenie Krymu bez pozwolenia na pobyt. Jego żona (wówczas matka trojga dzieci) otrzymała dwuletni wyrok w zawieszeniu. Musa Mamut odbywał wyrok w łagrze na terenie rejonu krzemieńczuckiego. Po odbyciu kary powrócił do domu i ponownie zaczął ubiegać się o meldunek. Władze nie tylko nie pozwoliły Mamutowi dopełnić obowiązku meldunkowego, lecz również zaczęły naciskać, by Musa wraz z rodziną opuścił Krym.

## Śmierć
W swojej walce o możliwość zamieszkania na Krymie Musa odwoływał się do wielu organów administracyjnych władzy, w tym do Komitetu Centralnego. Mimo to, 20 czerwca 1978 rodzinie został wytoczony nowy proces, a krymskie służby dostały nakaz aresztowania Musy Mamuta. Trzy dni później milicjant stawił się pod domem Musy. Ten zaś odwlekał moment wyjścia z domu, tłumacząc mundurowemu, że musi się przebrać. O godzinie 10:30 wyszedł z domu oblany benzyną, po czym podpalił się na oczach milicjanta i swojej rodziny. Milicjant widząc to, odjechał z miejsca zdarzenia. Musa zmarł 5 dni później w symferopolskim szpitalu na skutek rozległych poparzeń (90% powierzchni ciała). Został pochowany na cmentarzu w Besz-Terek.